# اسلام‌آباد درویش خانکا
اسلام‌آباد درویش خانکا، روستایی از توابع بخش فاریاب شهرستان کهنوج در استان کرمان ایران است.

## جمعیت
این روستا در دهستان کلاشگرد قرار دارد و براساس سرشماری مرکز آمار ایران در سال ۱۳۸۵، جمعیت آن ۴۰ نفر (۹ خانوار) بوده‌است.